# 城堡花園 (印第安納州)
城堡花園（英語：Castle Garden）是位於美國印地安納州沃里克縣的一個非建制地區。該地的面積和人口皆未知。

## 地理
城堡花園所處的海拔為高於海平面120米（即394英呎），而該地所採用的時區為UTC-5，即北美東部時區（EST）。同時該地設有夏令時間，為UTC-5調快一小時，即UTC-4（EDT）。